# Kanaliseren
Kanaliseren is het rechttrekken en van een standaard dwarsprofiel voorzien van een natuurlijke  waterloop, en bovendien het maken van stuwen in die rivier. De waterloop krijgt zo het karakter van een kanaal, met gereguleerd waterpeil. Als alleen het dwarsprofiel aangepast wordt en de rivier recht getrokken spreekt men van normaliseren. Vaak wordt in dat geval de loop van het zomerbed van de rivier vastgelegd met kribben. De Waal in Nederland is een genormaliseerde rivier, de Maas is een gekanaliseerde rivier. 

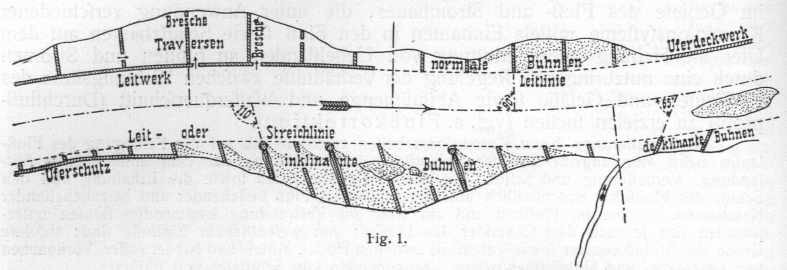
normaliseringswerken in een rivier

Het kanaliseren is bedoeld om het water enerzijds sneller af te kunnen voeren, zodat de bovenstrooms gelegen landerijen minder wateroverlast hebben, maar het anderzijds te kunnen vasthouden op een gewenst peil met behulp van de stuwen. Rivieren zijn mede gekanaliseerd om de scheepvaart te gerieven, sommige  werden er vele tientallen kilometers korter door.

## Beken
Nu veel beken gekanaliseerd zijn blijkt dat de snelle waterafvoer op veel plaatsen tot problemen zoals verdroging leidt. Dit is ongunstig voor met name de natuurlijke gebieden in het landschap. Daarnaast leidt het snel afvoeren van water tot wateroverlast stroomafwaarts. Om deze problemen te ondervangen graaft de waterbeheerder sommige meanders opnieuw open, men noemt dit beekherstel.

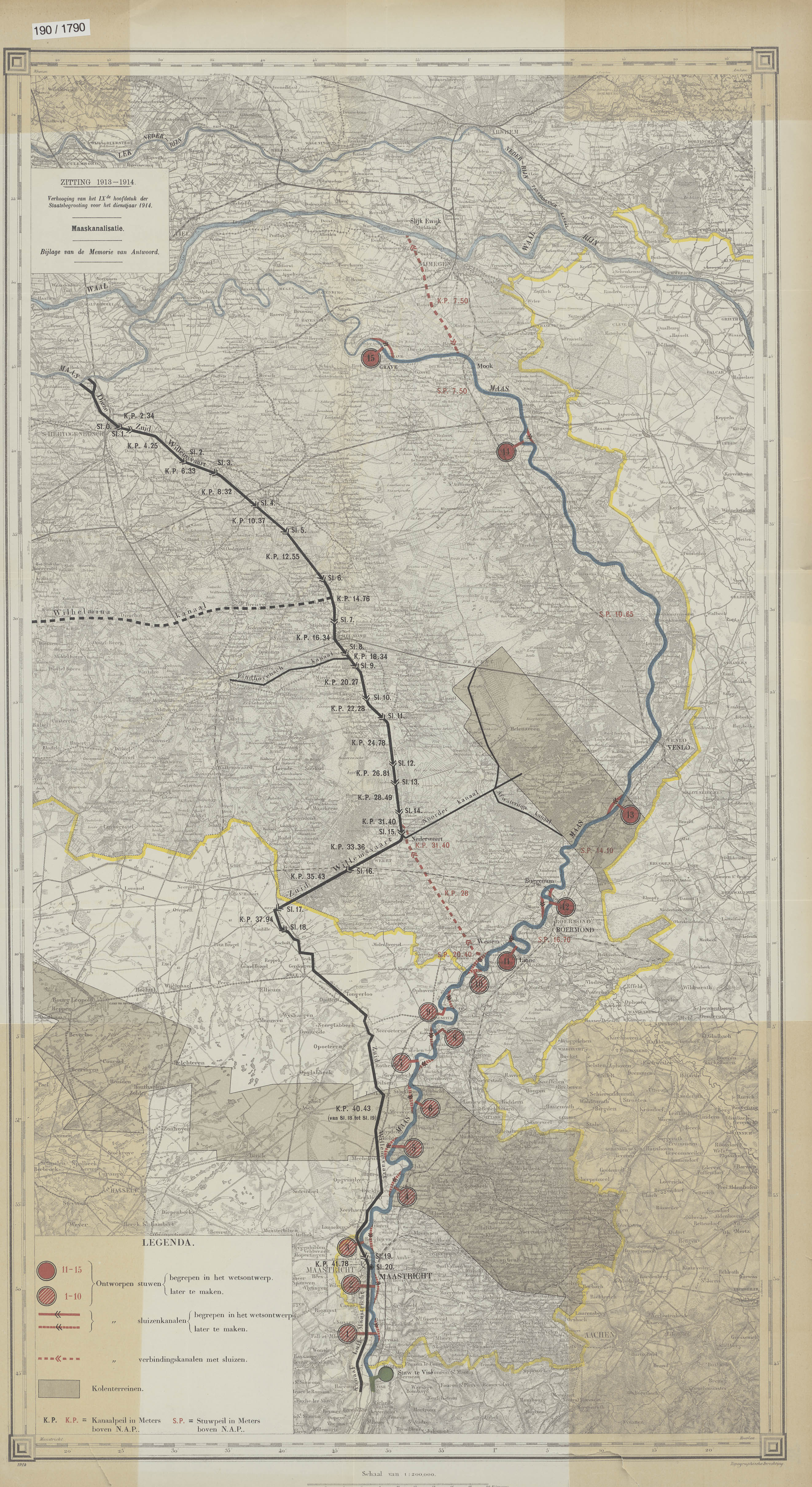
Voorgestelde Maaskanalisatiewerken van 1914